# Cleruchus megatrichus
Cleruchus megatrichus är en stekelart som beskrevs av Novicky 1965. Cleruchus megatrichus ingår i släktet Cleruchus och familjen dvärgsteklar.
Artens utbredningsområde är Polen. Inga underarter finns listade i Catalogue of Life.